# Sebastian Buhl
Sebastian Buhl (Straubing, 1 augustus 1984) is een golfprofessional uit Duitsland. 

## Professional
Buhl had als amateur handicap +2 toen hij in 2003 professional werd. Op de EPD Tour eindigde hij sinds 2004 twaalf keer op de tweede plaats voordat hij in 2011 de Sueno Dunes Classic in Belek won met een score van 200 (-7).
Hij speelde in 2010 op de Europese Challenge Tour. Hij staat in 2011 op de eerste plaats van de Duitse PGA Order of Merit.

## Gewonnen
Nationaal
- 2010: HDI-Gerling German Championship

EPD Tour
- 2009: Golf Valley Munich Classic
- 2011: Sueno Dunes Classic